# Gianni Amelio
Gianni Amelio (San Pietro di Magisano, 20 de enero de 1944) es un director de cine italiano.

## Trayectoria
Amelio nació en Calabria y su padre marchó a Argentina poco después de su nacimiento. Pasó su infancia y juventud con su madre y su abuela. La ausencia de la figura paternal es una constante en la obra de Amelio.
Estudió filosofía en Messina, donde se interesó por el cine, escribiendo críticas para una revista local. En 1965 se mudó a Roma, trabajando como operador y ayudante de director para Liliana Cavani y Vittorio De Seta. También dirigió documentales y anuncios para la televisión.
Debutó en el cine en 1982 con Colpire al cuore, sobre el terrorismo en Italia. Porte apriete (1989), con Gian Maria Volonté, confirmó el estatus de Amelio como uno de los mejores directores del cine italiano.
Triunfó nuevamente con sus filmes Il ladro di bambini (1992), Lamerica (1994) y Le chiavi di casa (2004).

## Filmografía
- La città del sole (1973, TV)
- Effetti speciali (1974, TV)
- Bertolucci secondo il cinema (1976, TV)
- La morte al lavoro (1978, TV)
- Il piccolo Archimede (1979, TV)
- I velieri (1980, TV)
- Colpire al cuore (1982)
- I ragazzi di via Panisperna (1987)
- Porte aperte (1989)
- Il ladro di bambini (1992)
- Lamerica (1994)
- Così ridevano (1998)
- Le chiavi di casa (2004)
- La stella che non c'è (2006)
- Il primo uomo (2011)
- L'intrepido (2013)
- Felice chi è diverso (2014)
- La tenerezza (2017)
- Hammamet (2020)
- Il signore delle formiche (2022)

## Premios y nominaciones
Premios Óscar
| Año  | Categoría                                       | Película     | Resultado |
| ---- | ----------------------------------------------- | ------------ | --------- |
| 1991 | Mejor película extranjera (de habla no inglesa) | Porte aperte | Nominado  |

Festival Internacional de Cine de Cannes
| Año  | Categoría                   | Película        | Resultado |
| ---- | --------------------------- | --------------- | --------- |
| 1992 | Gran Premio del Jurado      | Ladrón de niños | Ganador   |
| 1992 | Premio del Jurado Ecuménico | Ladrón de niños | Ganador   |

Festival Internacional de Cine de Venecia
| Año  | Categoría                               | Película            | Resultado |
| ---- | --------------------------------------- | ------------------- | --------- |
| 1994 | Premio Osella al mejor director         | Lamerica            | Ganador   |
| 1994 | Premio OCIC                             | Lamerica            | Ganador   |
| 1998 | León de Oro                             | Así reían           | Ganador   |
| 1998 | Premio Sergio Trasatti-Mención especial | Así reían           | Ganador   |
| 2004 | Premio Pasinetti-Mejor película         | Las llaves de casa  | Ganador   |
| 2004 | Premio Sergio Trasatti                  | Las llaves de casa  | Ganador   |
| 2006 | Premio Mimmo Rotella Foundation         | La estrella ausente | Ganador   |
| 2013 | Premio Fondazione Mimmo Rotella         | L'intrepido         | Ganador   |
| 2013 | Premio Lanterna Magica                  | L'intrepido         | Ganador   |